# Les Rothman
Lester B. Rothman, detto Les (New York, 12 agosto 1926 – 27 luglio 2022), è stato un cestista e giocatore di baseball statunitense, professionista nella NBL.

## Carriera
Giocò una stagione nella NBL, disputando 14 partite con 4,5 punti di media.